# Họ Cá chình rắn
Họ Cá chình rắn (tên khoa học: Ophichthidae) là một họ cá chình.
Tên gọi khoa học của họ này bắt nguồn từ tiếng Hy Lạp ophis (rắn) và ichthys (cá).
Cá chình rắn là những loài cá đào bới, chúng được đặt tên theo bề ngoài do chúng có cơ thể dài, hình trụ giống như rắn. Họ này được tìm thấy rộng khắp thế giới trong các vùng biển nhiệt đới tới ôn đới ấm. Chúng sinh sống trong một phạm vi rộng các môi trường sống, từ vùng nước nông ven bờ và thậm chí cả các con sông cho tới độ sâu hơn 800 m (2.600 ft). Phần lớn các loài là động vật sống đáy, ẩn mình trong bùn hay cát để bắt mồi là động vật giáp xác hay cá nhỏ, nhưng một số loài lại sinh sống gần mặt nước.
Các loài cá này có chiều dài trong phạm vi từ 5 cm (2,0 in) đến 2,3 m (7,5 ft) hoặc hơn. Nhiều loài hoàn toàn không có vây để cải thiện khả năng đào bới vào lớp chất nền giống như giun. Chúng thường có đốm hoặc sọc để bề ngoài trông giống như những con rắn biển đầy nọc độc để ngăn cản những kẻ săn mồi.

## Phân loại
Hiện tại người ta công nhận 323 loài trong 62 chi thuộc họ này:
- Phân họ Myrophinae
  - Ahlia Jordan & Davis, 1891
  - Asarcenchelys McCosker, 1985
  - Benthenchelys Fowler, 1934
  - Glenoglossa McCosker, 1982
  - Mixomyrophis McCosker, 1985
  - Muraenichthys Bleeker, 1853
  - Myrophis Lütken, 1852
  - Neenchelys Bamber, 1915
  - Pseudomyrophis Wade, 1946
  - Pylorobranchus McCosker & Chen, 2012[5]
  - Schismorhynchus McCosker, 1970
  - Schultzidia Gosline, 1951
  - Scolecenchelys Ogilby, 1897
  - Skythrenchelys Castle & McCosker, 1999
  - Sympenchelys Hibino, Ho & Kimura, 2015 [6]
- Phân họ Ophichthinae
  - Allips McCosker, 1972
  - Aplatophis Böhlke, 1956
  - Aprognathodon Böhlke, 1967
  - Apterichtus Duméril, 1805
  - Bascanichthys Jordan & Davis, 1891
  - Brachysomophis Kaup, 1856
  - Caecula Vahl, 1794
  - Callechelys Kaup, 1856
  - Caralophia Böhlke, 1955
  - Chauligenion McCosker & Okamoto, 2016[7]
  - Cirrhimuraena Kaup, 1856
  - Cirricaecula Schultz, 1953
  - Dalophis Rafinesque, 1810
  - Echelus Rafinesque, 1810
  - Echiophis Kaup, 1856
  - Ethadophis Rosenblatt & McCosker, 1970
  - Evips McCosker, 1972
  - Gordiichthys Jordan & Davis, 1891
  - Hemerorhinus Weber & de Beaufort, 1916
  - Herpetoichthys Kaup, 1856
  - Hyphalophis McCosker & Böhlke, 1982
  - Ichthyapus Brisout de Barneville, 1847
  - Kertomichthys McCosker & Böhlke, 1982
  - Lamnostoma Kaup, 1856
  - Leiuranus Bleeker, 1852
  - Leptenchelys Myers & Wade, 1941
  - Letharchus Goode & Bean, 1882
  - Lethogoleos McCosker & Böhlke, 1982
  - Leuropharus Rosenblatt & McCosker, 1970
  - Luthulenchelys McCosker, 2007
  - Malvoliophis Whitley, 1934
  - Myrichthys Girard, 1859
  - Mystriophis Kaup, 1856
  - Ophichthus Ahl, 1789
  - Ophisurus Lacépède, 1800
  - Paraletharchus McCosker, 1974
  - Phaenomonas Myers & Wade, 1941
  - Phyllophichthus Gosline, 1951
  - Pisodonophis Kaup, 1856
  - Quassiremus Jordan & Davis, 1891
  - Rhinophichthus McCosker, 1999
  - Scytalichthys Jordan & Davis, 1891
  - Stictorhinus Böhlke & McCosker, 1975
  - Suculentophichthus Fricke, Golani & Appelbaum-Golani, 2015[3]
  - Xestochilus McCosker, 1998
  - Xyrias Jordan & Snyder, 1901
  - Yirrkala Whitley, 1940

## Hình ảnh

Ophichthys altipinnis
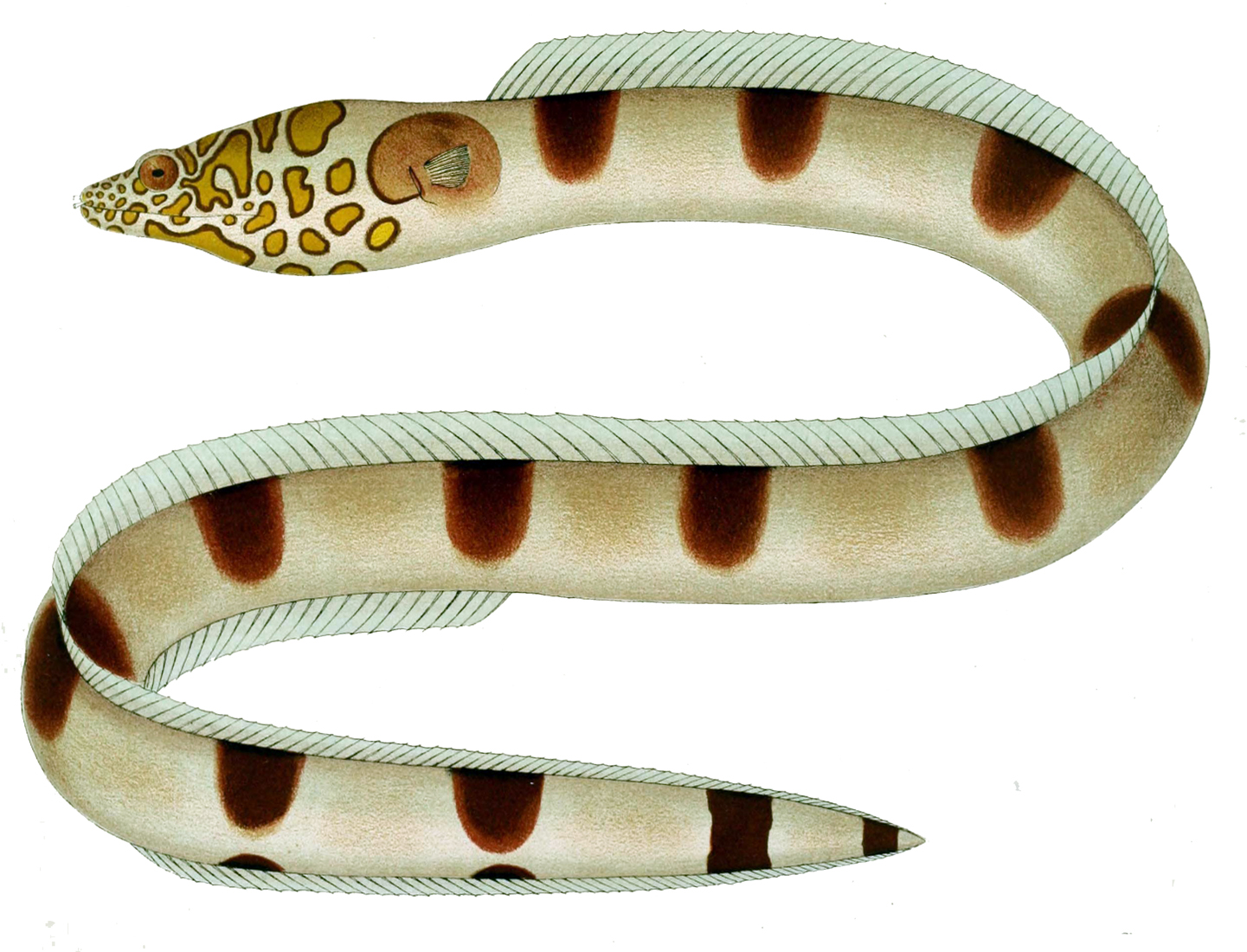
Ophichthus bonaparti
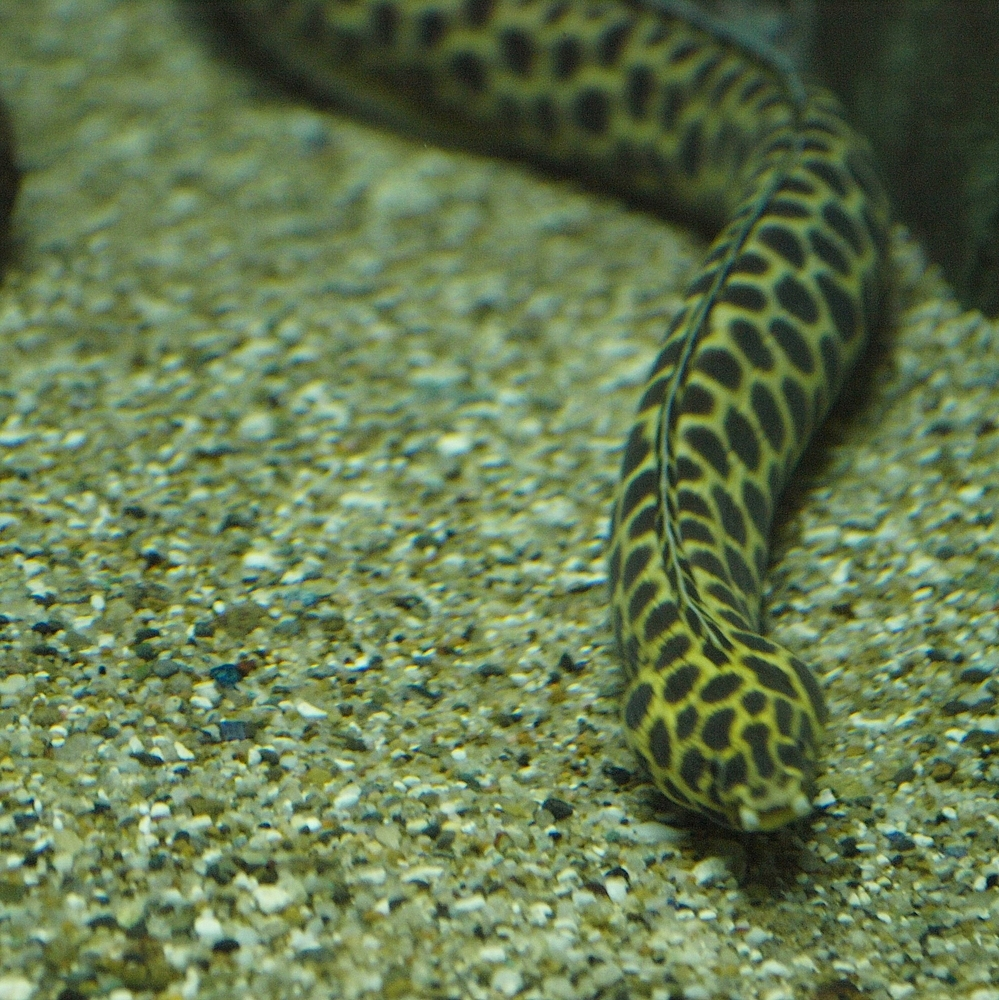
Myrichthys maculosus
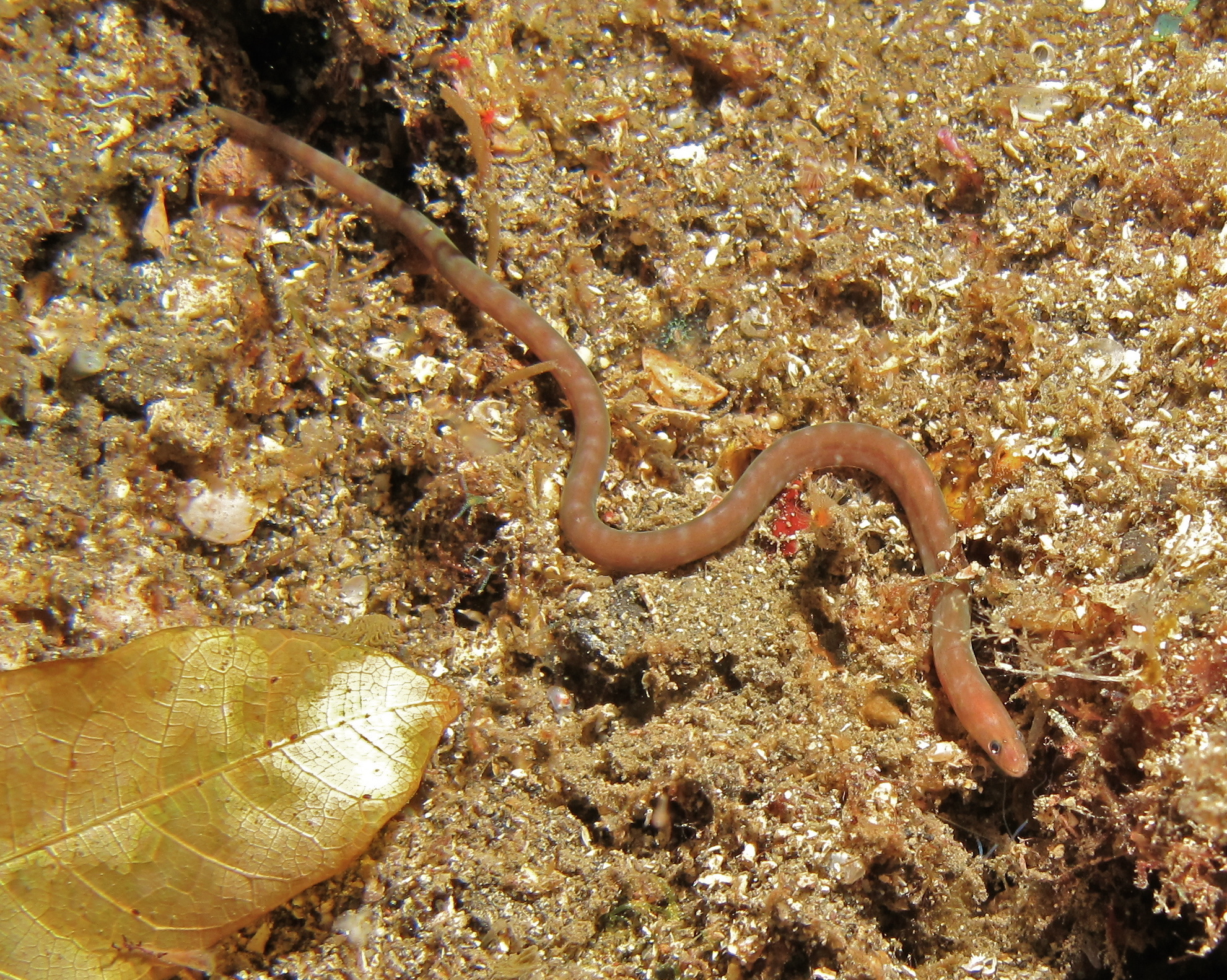
Scolecenchelys breviceps